# 和歌山县
和歌山县（日语：／ Wakayama ken */?）位於日本本州島紀伊半島西部，屬近畿地方。首府和歌山市。因不少人口遷往大阪府，和歌山縣也是近畿地方近四十年唯一人口減少的縣。

## 歷史
「和歌山」這一地名是取自於「和歌浦」和「岡山」（虎伏山）兩地的合成地名。在江戶時代是德川御三家紀州德川氏的領地（紀州藩）。
傳說徐福登陸日本的地點在此附近－可靠的推論應該是日本和歌山縣（紀伊半島）熊野川河口（現在的新宮市），因此新宮市內不但有徐福公園，也有徐福登陸石碑、徐福墓，也有被認為是當時徐福等人住過的草屋模型。

## 物產
和歌山縣是日本最大的蜜柑產地。

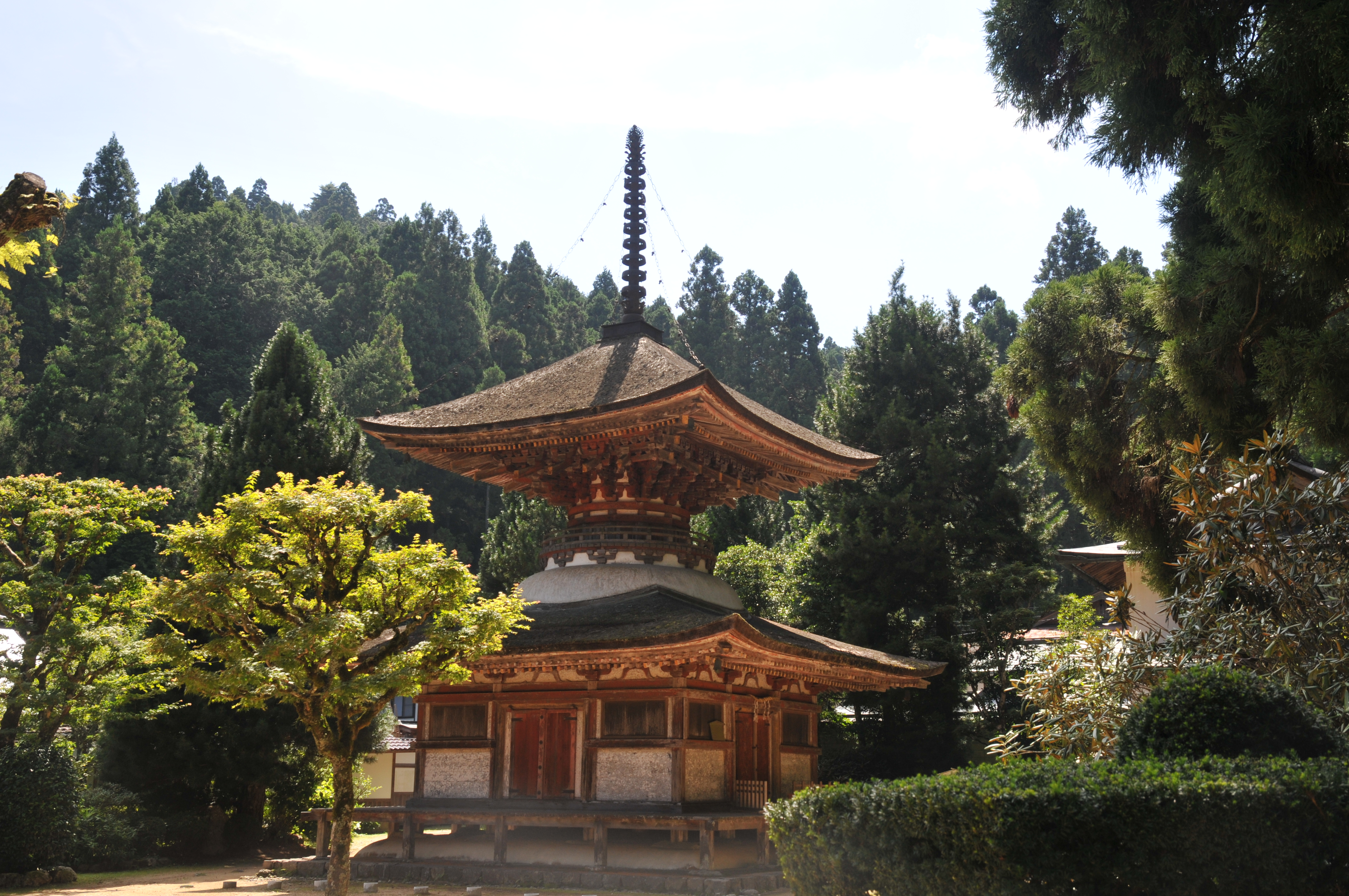
金剛三昧院
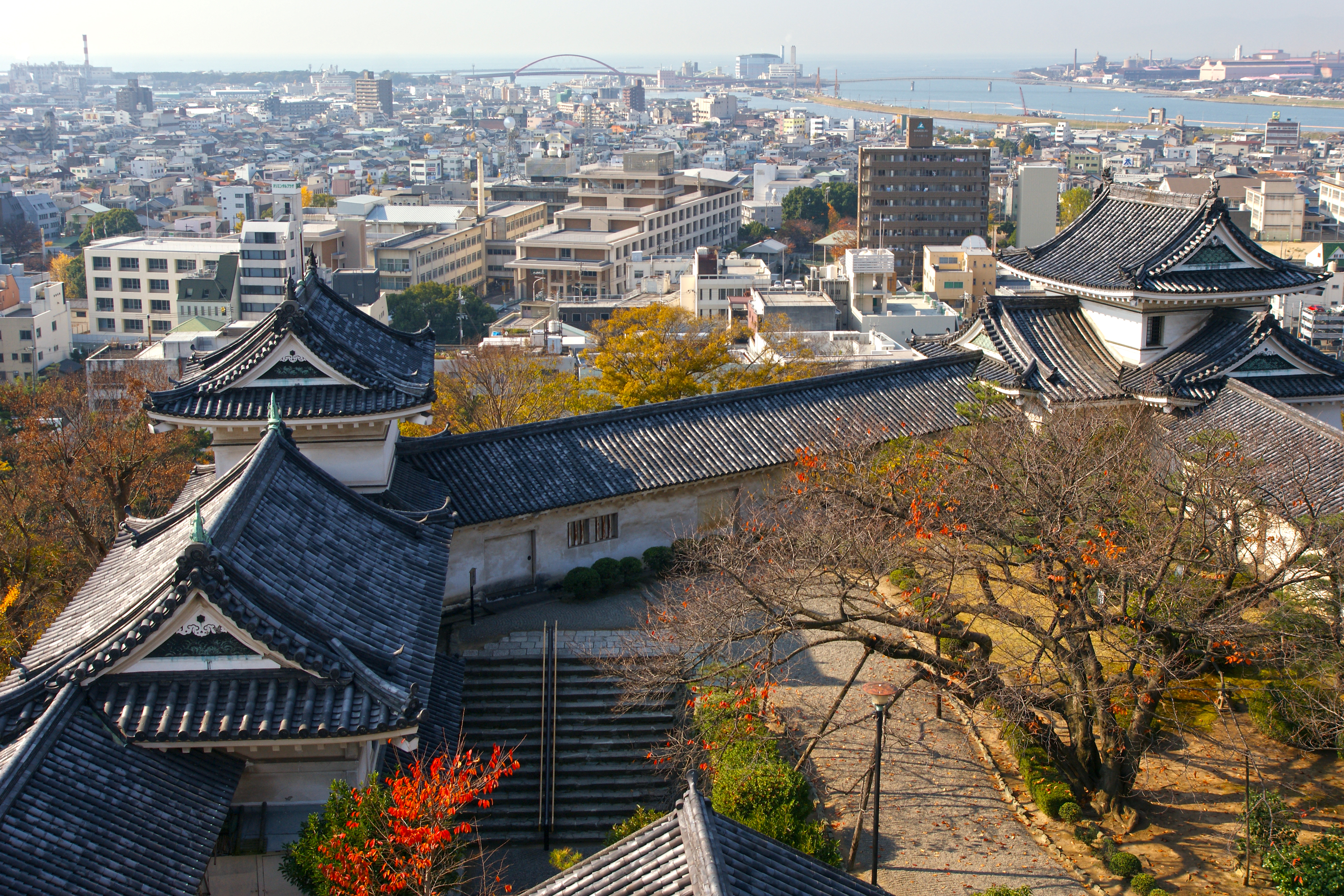
和歌山城
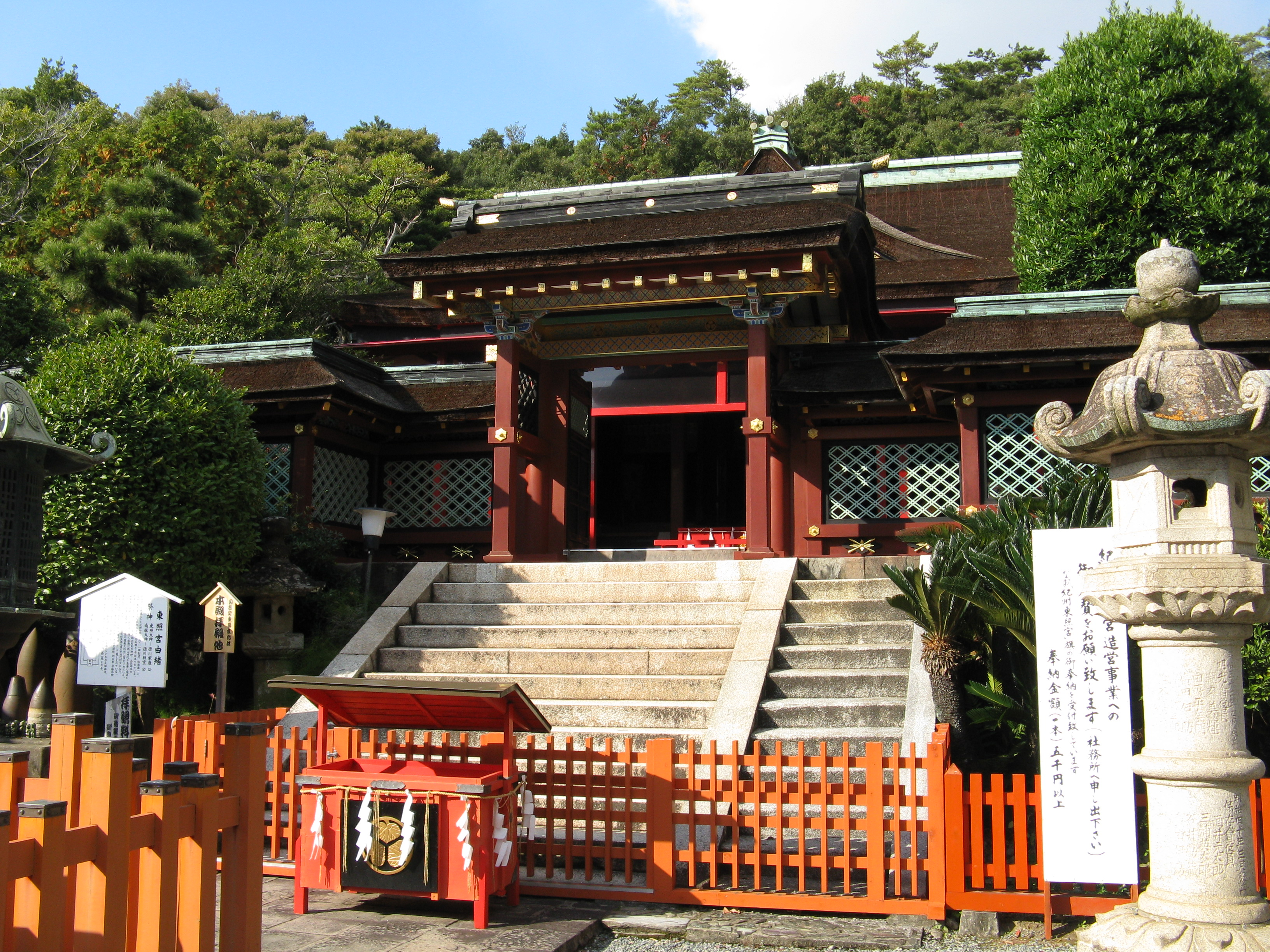
紀州東照宮
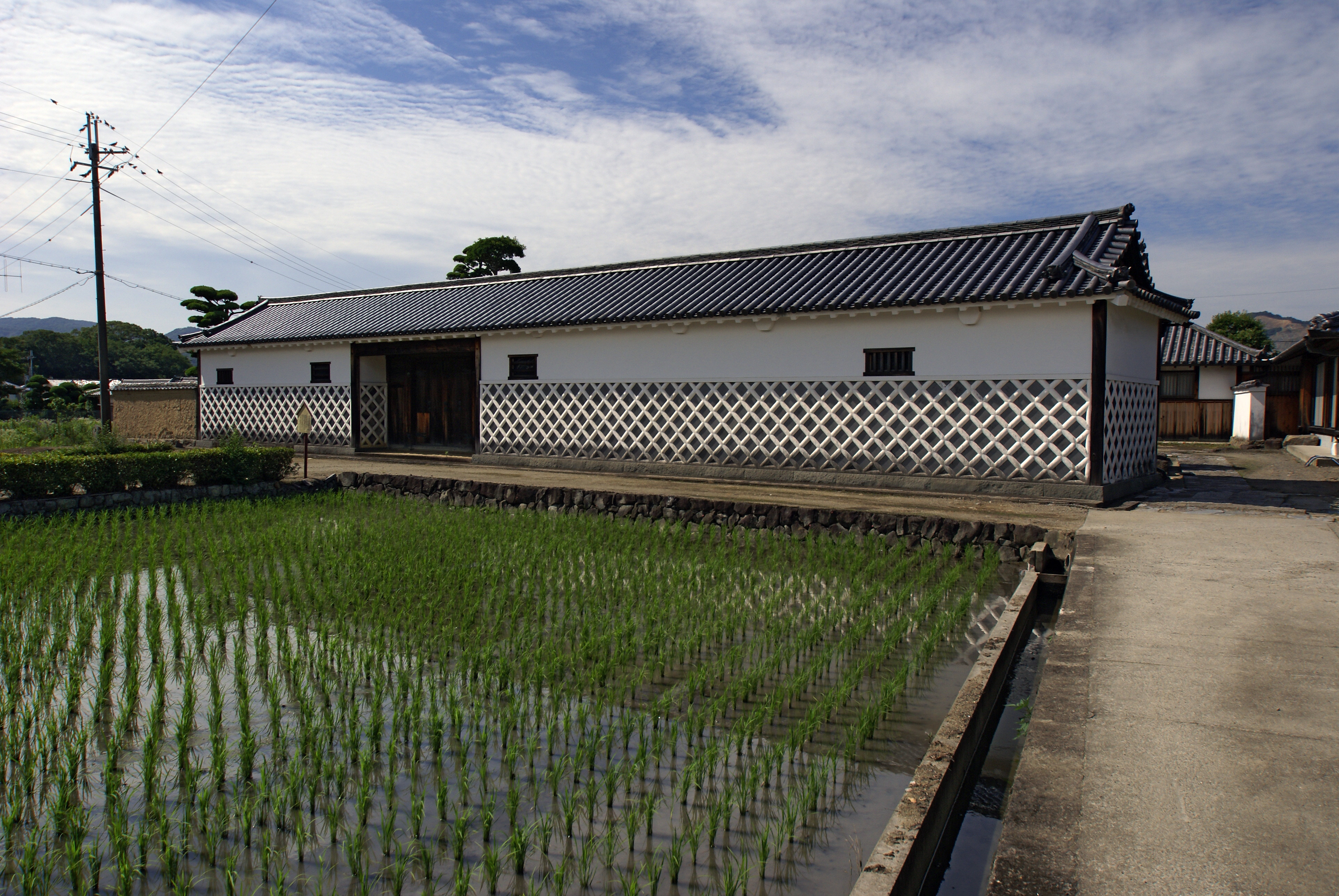
重要文化財-增田家宅
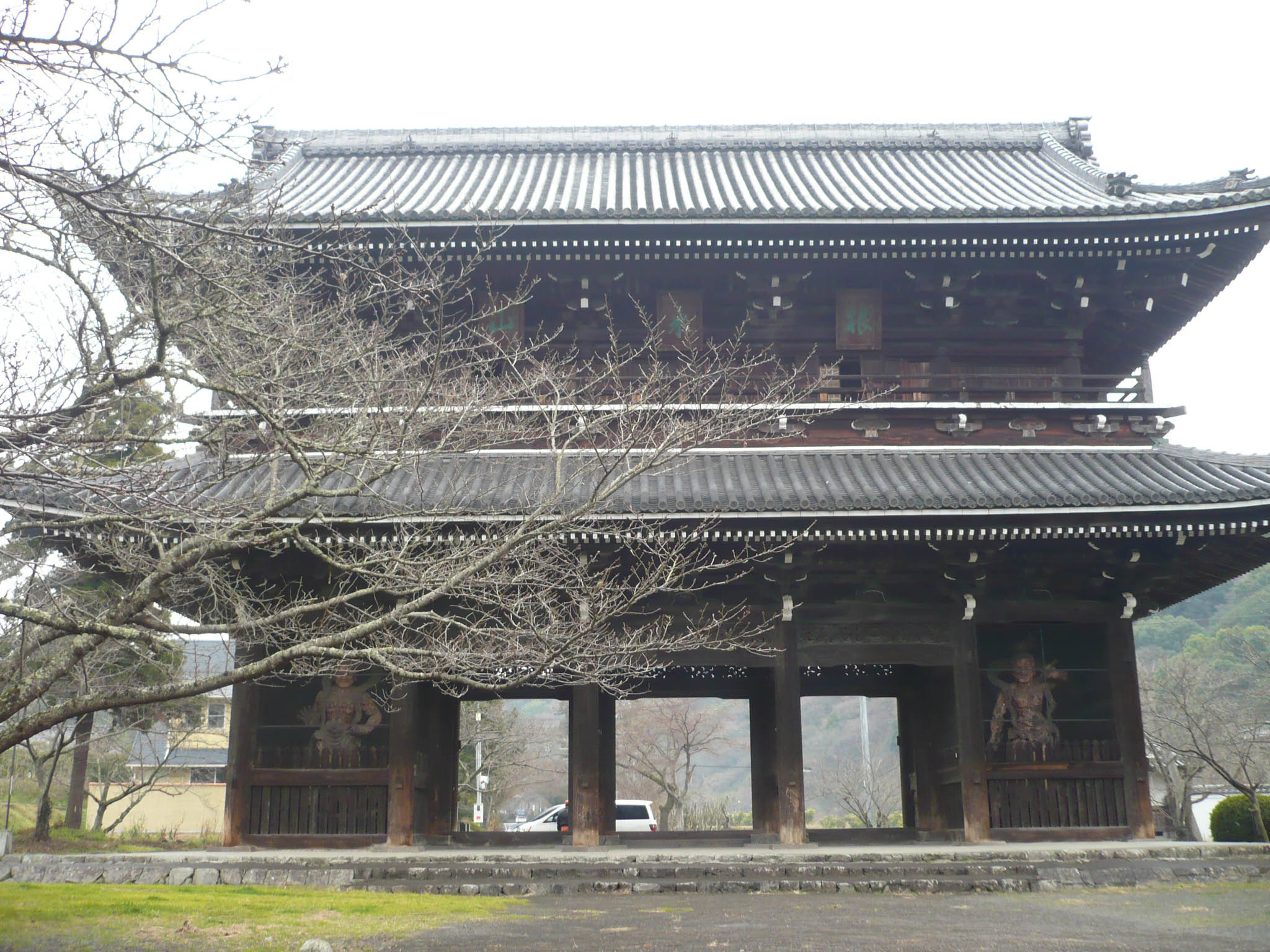
根来寺
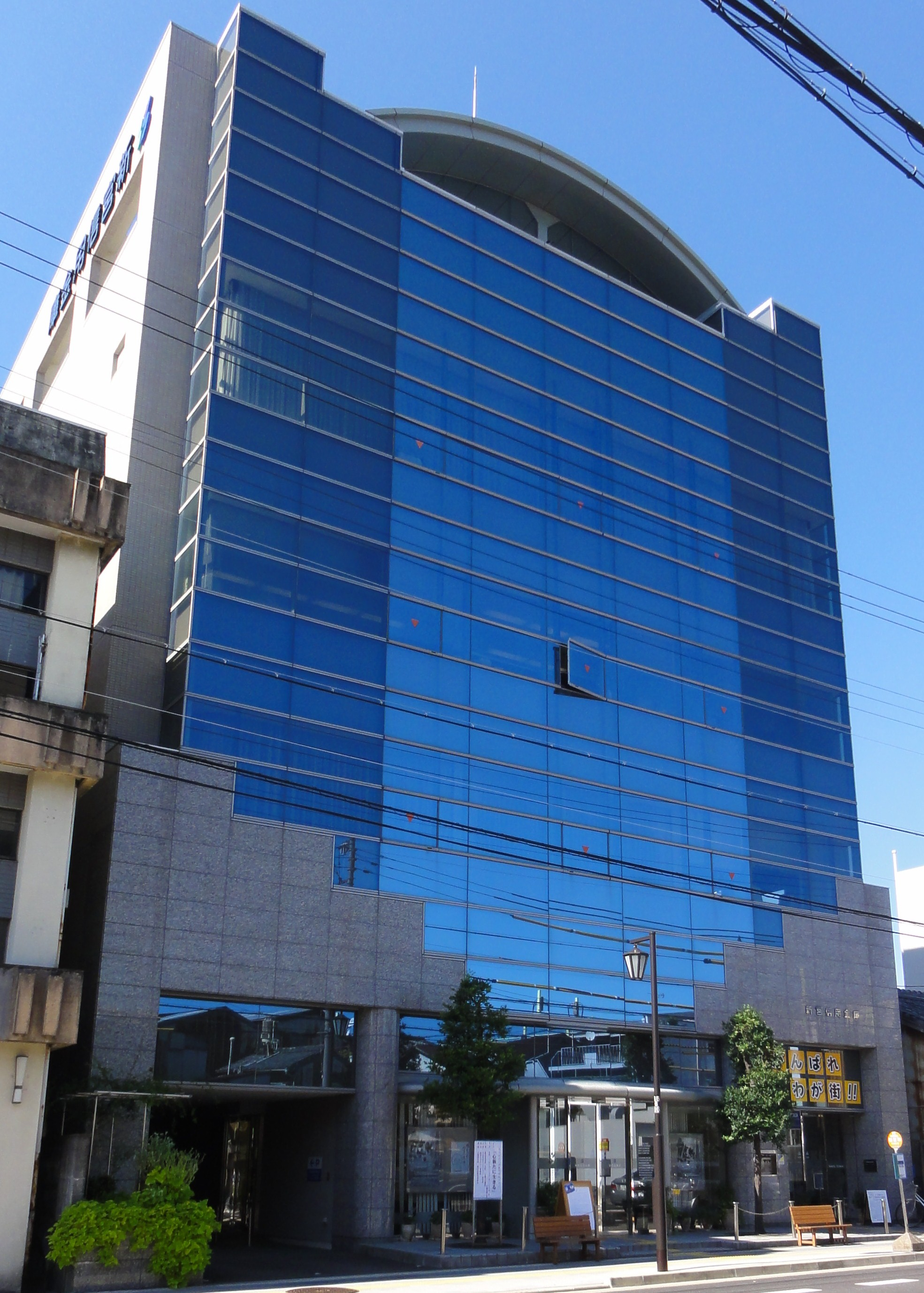
新宮信用金庫（日语：新宮信用金庫）總部

## 特產
| 蔬果           | 蔬果                                    |
| -------------- | --------------------------------------- |
| 温州蜜柑       | 全國都道府縣・收穫量第2位（15年度）。   |
| 八朔           | 全國都道府縣・收穫量第1位（15年度）。   |
| 橙             | 全國都道府縣・收穫量第2位（15年度）。   |
| 夏蜜柑         | 全國有數的產地。                        |
| 三寶柑         | 90%以上在和歌山縣，3分之2在湯浅町生產。 |
| 柿             | 全國都道府縣・收穫量第1位（16年度）。   |
| 梅             | 全國都道府縣・收穫量第1位（16年度）。   |
| 桃             | 紀之川市桃山町。                        |
| 魚介類・海產物 |                                         |
| 鰹             | 鰹魚有名的產地。                        |
| 鮪             | 東牟婁郡那智勝浦町。                    |
| 伊勢海老       | 西牟婁郡すさみ町。                      |
| 九絵           | 體長1m以上的大型魚。（日高郡日高町）    |
| 太刀魚         | 日本第一的漁獲量。（有田市）            |
| 鯨             | 太地町是捕鯨基地。                      |
| 鄉土料理       |                                         |
| 高野豆腐       | 結凍後再脫水曬乾的豆腐。                |
| なれずし       | 塩鯖的發酵壽司。                        |
| 梅干           | 紀州南紅梅的梅干有名。                  |
| 工藝品・民藝品 |                                         |
| 紀州漆器       | 國家指定的傳統工藝品。                  |
| 備長炭         |                                         |
| 参考：         |                                         |